# Urajärvi
Urajärvi este o arie protejată (arie specială de conservare — SAC, sit de importanță comunitară — SCI) din Finlanda întinsă pe o suprafață de 447 ha, integral pe uscat.

## Localizare
Centrul sitului Urajärvi este situat la coordonatele 61°09′32″N 25°47′33″E / 61.1589°N 25.7925°E.

## Înființare
Situl Urajärvi a fost declarat sit de importanță comunitară în mai 2002 pentru a proteja 3 specii de plante și 1 specie de animale. Situl a fost protejat și ca arie specială de conservare în aprilie 2015.

## Biodiversitate
Situată în ecoregiunea boreală, aria protejată conține 2 habitate naturale: Ape oligotrofe din câmpii nisipoase, cu un conținut foarte redus de minerale (Littorelletalia uniflorae), Mlaștini împădurite.
La baza desemnării sitului se află mai multe specii protejate:
- plante (3): Herzogiella turfacea, Najas flexilis, Najas tenuissima
- mamifere (1): veveriță zburătoare siberiană (Pteromys volans)

Pe lângă speciile protejate, pe teritoriul sitului au mai fost identificate 12 specii de plante.